# Дубки (Великосельское сельское поселение)
Дубки (Посечище) — деревня в Старорусском муниципальном районе Новгородской области, с весны 2010 года относится к Великосельскому сельскому поселению. До весны 2010 года входила в ныне упразднённое Астриловское сельское поселение. На 1 января 2011 года постоянное население деревни — 14 жителей, число хозяйств — 12.
Деревня расположена на реке Коростовка (приток Каменки), в семи километрах к северу от деревни Астрилово. Неподалёку, в 1,5 км к северу, у реки Белка расположена ещё одна деревня — Петрухново.

## Население
| 2010 | 2011 | 2012 | 2013 |
| ---- | ---- | ---- | ---- |
| 13   | ↗14  | ↗15  | ↘13  |

## Транспорт
Ближайшая железнодорожная станция расположена в Тулебле. Деревня расположена у автомобильной дороги. Есть прямое беспересадочное пассажирское автобусное сообщение с административным центром муниципального района — городом Старая Русса (маршрут № 138, Старая Русса — Селькава).